# 8½ (Plan 9)
8½ es un sistema de ventanas desarrollado en el Plan 9 del sistema operativo de los Laboratorios Bell por Rob Pike . De acuerdo con su documentación , el sistema tiene poco fanciness gráfica , una interfaz de usuario fijo y depende de un ratón de tres botones. Al igual que gran parte del sistema operativo Plan 9 , muchas de las operaciones de trabajo mediante la lectura y la escritura a los archivos especiales .
Debido a las limitaciones derivadas de su aplicación inusual , 8½ se ha reescrito por completo a su sucesor en el rio en recientes versiones de Plan 9 .
- Datos: Q4645516